# St. Josef (Bad Waldliesborn)

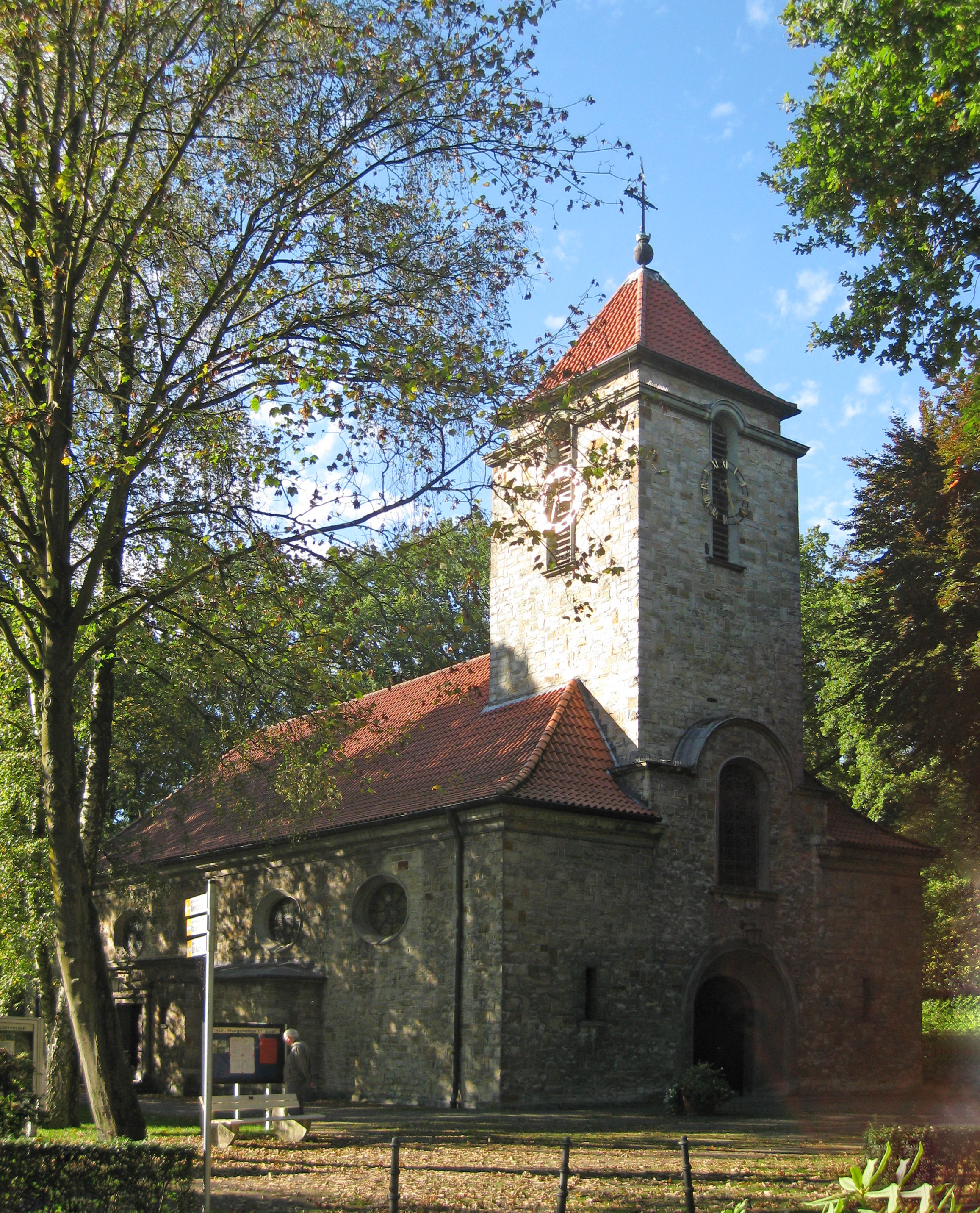
Pfarrkirche St. Josef in Bad Waldliesborn

Die römisch-katholische Pfarrkirche St. Josef ist ein denkmalgeschütztes Kirchengebäude in der Parkstraße 21 in Bad Waldliesborn, einem Stadtteil von Lippstadt im Kreis Soest (Nordrhein-Westfalen).

## Geschichte und Architektur
Die Kirche wurde von 1929 bis 1930 nach Plänen der Architekten Alexander Cazin und H. Lohmann in neubarocken Formen errichtet. Die mit figürlichen und ornamentalen Flachschnitzereien, Wappen und Inschriften verzierte Kanzel stammt aus dem Jahr 1557. Sie stand vor ihrem Umzug in die Kirche lange in der St. Paulus Kapelle zur Kluse. Das Kruzifix aus Holz wurde um 1500 geschnitzt. Im Außenbereich steht ein Bildstock mit der Bezeichnung 1739. Die Pietà ist seit 1979 ein Abguss, das Original wird in der Kirche aufbewahrt, es wurde 2009 restauriert. Die Orgel wurde 1959 von der Firma Speith in Rietberg errichtet und besitzt 19 Register. Die Glocke von 1658 wurde von Joh. Engelringk gegossen.

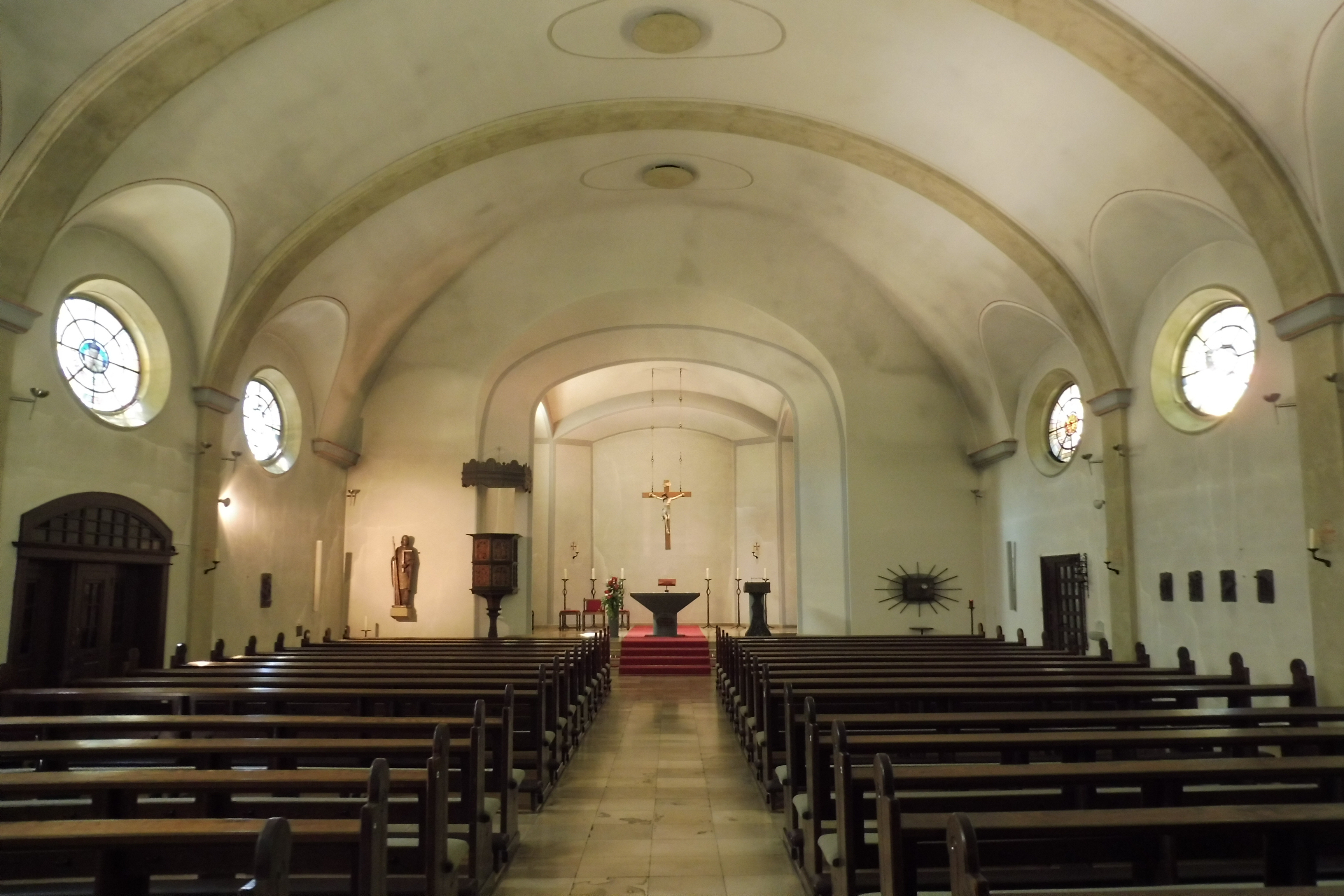
Innenansicht
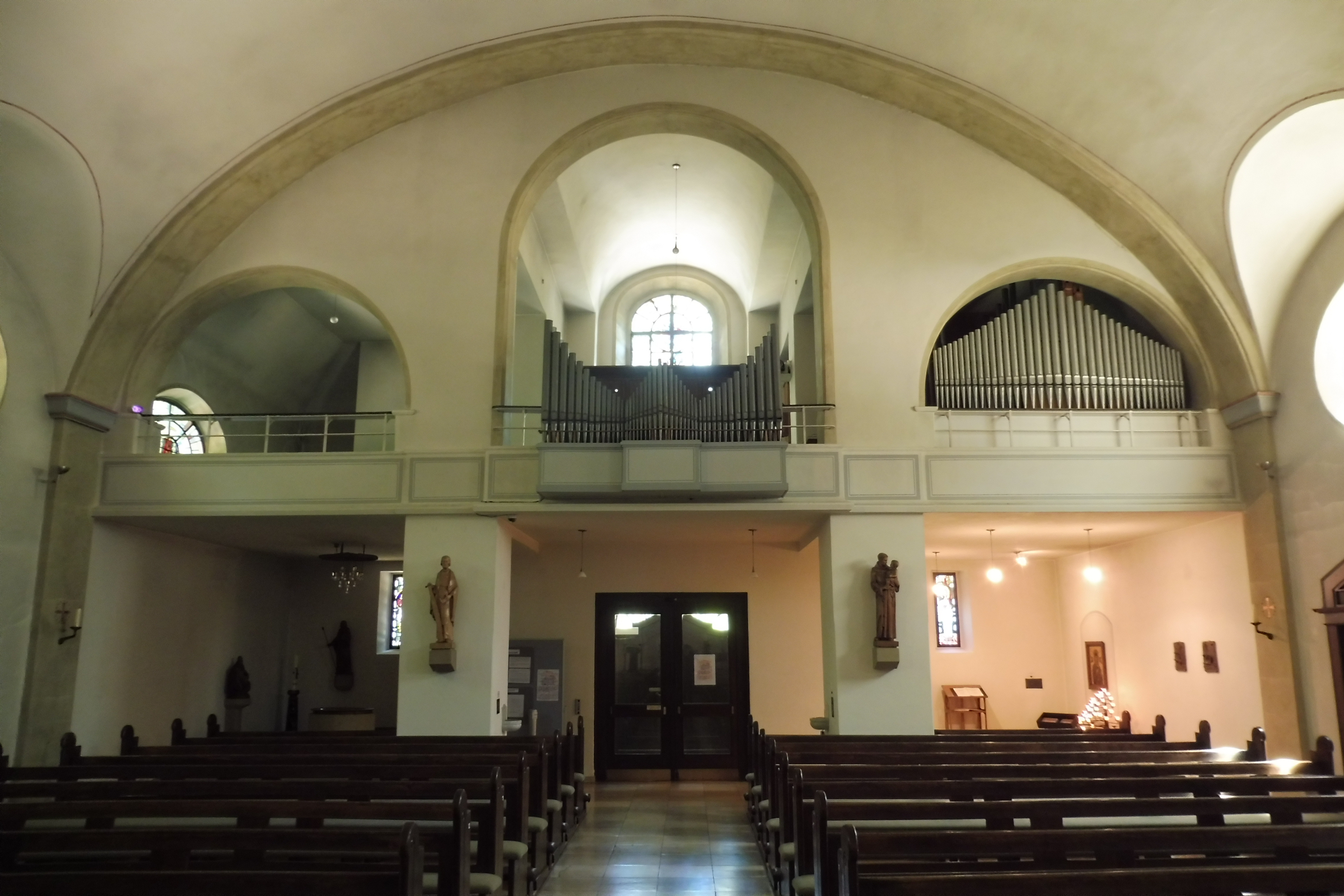
Orgel
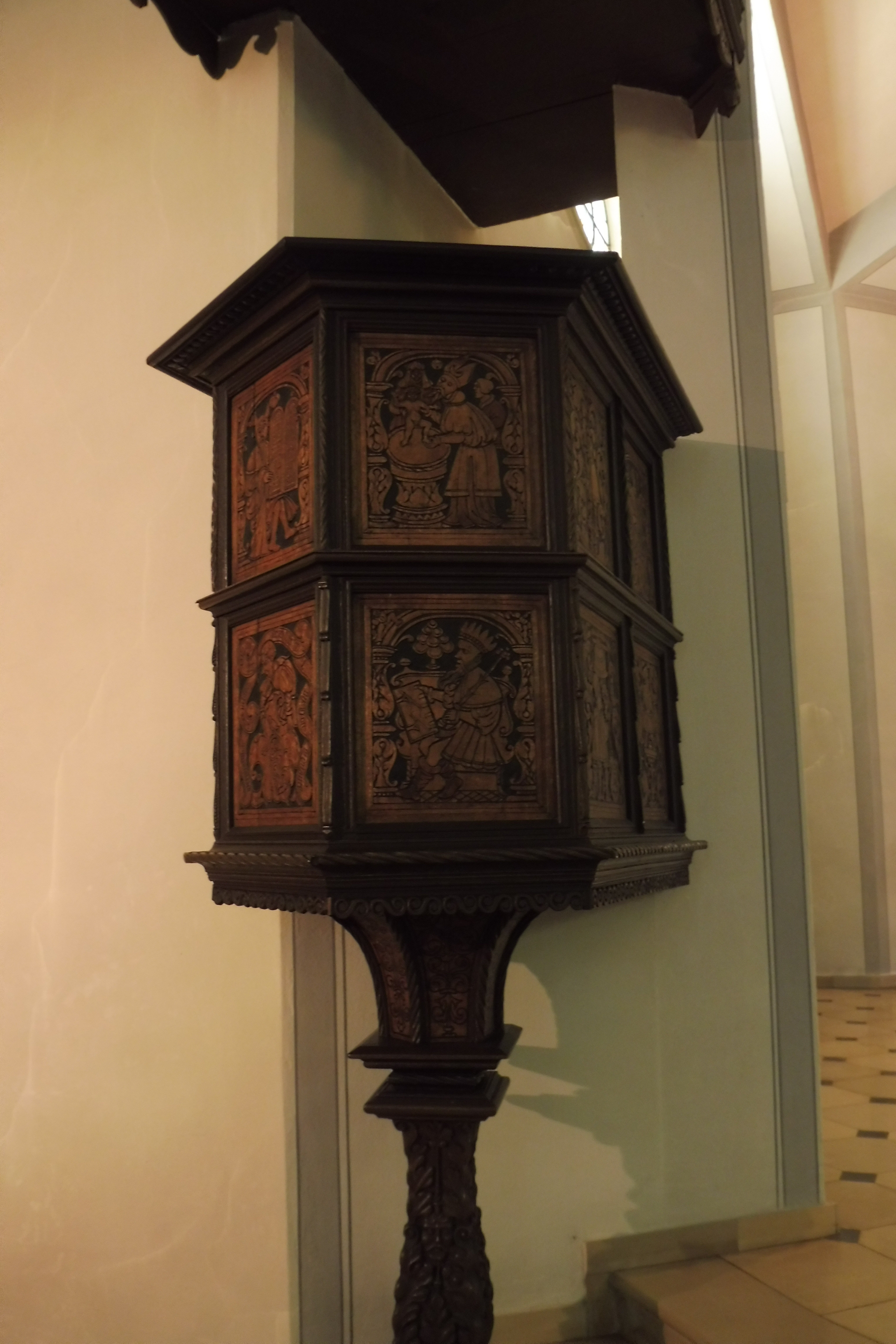
Kanzel